# 阿麗絲隆背鰩
阿麗絲隆背鰩（學名：Notoraja alisae），為軟骨魚綱鰩目單鰭鰩科隆背鰩屬的一種，分布於西太平洋新喀里多尼亞海域，深度870至1049公尺，本魚體寬度大於長度，尾鰭在腹鰭腋處的寬度為其高的1.5-1.6倍，體盤的背面和腹面柔軟，佈滿細小的細齒，尾巴細長，全身天鵝絨般柔軟，沒有大刺，尾側褶向後不同程度地擴張，其寬度有時大於第二背鰭水平處的尾寬，腹鰭前葉比後葉短，背面和腹面為淺灰褐色，在側線系統孔隙水平處有淡白色斑點，胸鰭輻條總數63，體長可達51.5公分，棲息在島嶼[大陸坡]]硬底質海域，為深海底棲性魚類，屬肉食性，卵生, 生活習性不明。